# Nationaler Geistiger Rat
Der Nationale Geistige Rat stellt die nationale verwaltende Ebene einer Bahai-Gemeinde innerhalb eines Landes, in dem Bahai leben, dar. Dieser Rat trägt die Verantwortung für die ihm unterstehende Gemeinde des jeweiligen Landes auf nationaler Ebene.
Dafür pflegt der Rat engen Kontakt zum Haus der Gerechtigkeit, welches sich im Bahai-Weltzentrum in Haifa in Israel befindet, und gibt wichtige Informationen über aktuelle Ereignisse, Projekte und Entwicklungen an die ihm unterstehende Bahai-Gemeinde weiter. Er wird von den Regionalen Geistigen Räten unterstützt und berät die Örtlichen Geistigen Räte bei ihren Aufgaben und Projekten.
Der Nationale Geistige Rat von Deutschland unterhält eine Vertretung in Berlin, welche zur Bundesregierung und zu Nichtregierungsorganisationen Kontakte unterhält. Daneben hat der Rat Kontakt zu ähnlichen Organisationen anderer Religionen wie dem Zentralrat der Juden oder dem Zentralrat der Muslime und führt mit ihnen Projekte zum interreligiösen Dialog oder zum interkulturellen Dialog durch. Der Sitz des Nationalen Geistigen Rates und zugleich das nationale Zentrum der Bahai in Deutschland ist Hofheim-Langenhain.
Ein Nationaler Geistiger Rat besteht aus neun gewählten Mitgliedern, welche in geheimer Wahl für ein Jahr gewählt werden. Diese Wahl findet jährlich in der Ridvan-Zeit Ende April statt. Es gibt weltweit 182 Nationale Geistige Räte. Der erste deutsche Nationale Geistige Rat wurde am 17. September 1922 gewählt (Der Nationalrat. Deutscher Bahaibund).